# Borowskoje (rejon biełozierski)
Borowskoje (ros. Боровское) – wieś (sieło) w Rosji, w obwodzie kurgańskim, w rejonie biełozierskim. W 2010 liczyła 644 mieszkańców.